# Mecynodes gilvipennis
Mecynodes gilvipennis är en skalbaggsart som beskrevs av Vladimir Balthasar 1946. Mecynodes gilvipennis ingår i släktet Mecynodes och familjen Aphodiidae. Inga underarter finns listade i Catalogue of Life.